# Stor-Tallberget
Stor-Tallberget är ett naturreservat i Skellefteå kommun i Västerbottens län.
Området är naturskyddat sedan 2017 och är 40 hektar stort. Reservatet omfattar toppen och en sydvästsluttning av berget och består av stora gamla tallar.